# Atrapa el fuego
Atrapa el fuego (cuyo título original es Catch a Fire), es una película estadounidense estrenada en el año 2006. 
Basada en una historia real.

## Sinopsis
Situada en la época del apartheid sudafricano, la película nos narra la historia de Patrick Chamusso (Derek Luke), una víctima de la persecución indiscriminada de la "policía antiterrorista" sudafricana, quien fue arrestado por el coronel de la policía Nic Vos, quien junto con su equipo lo somete a torturas para que confiese sobre un delito que no cometió. Después del interrogatorio, los agentes de la policía deciden torturar a la esposa de Chamusso para conseguir su confesión, sin embargo la confesión de ésta no concuerda con los hechos del crimen, razón por la cual queda libre. Patrick, lleno de rencor por los vejaciones sufridas decide alistarse en las milicias del Congreso Nacional Africano para liberar a Sudáfrica de la opresión bóer.

## Valoración histórica
La película transcurre en Sudáfrica de 1980 bajo el apartheid, en el contexto mundial de la Guerra Fría, momento en el que también se estaba produciendo la descolonización de diversos países del continente africano.
El film relata de manera fiel la historia de Patrick Chamusso, explicando la vida personal del personaje principal dentro del marco regional, es decir, los años finales del apartheid. Además, al final de la película incluye la vida actual de este personaje.
Esta película se inclina hacia el bando de la población negra y de su progresiva toma de conciencia de la lucha que se debería dar contra el  apartheid. El director optó por contar la discriminación racial de manera gráfica: no se ven matrimonios ni barrios mixtos, etc.
Esta película denuncia el régimen racista sudafricano, la discriminación de la mayoría negra y la brutal represión a la que estabas sometidas las personas no blancas, tanto adultos como niños. 